# Gerde
Gerde (horvátul: Gredara) község Baranya vármegyében, a Szentlőrinci járásban.

## Fekvése
Pécstől délnyugatra, Szentlőrinctől dél-délkeletre fekszik. A szomszédos települések: északkelet felől Szabadszentkirály, kelet felől Velény, délkelet felől Téseny, dél felől Kisasszonyfa, délnyugat felől Magyartelek, nyugat felől pedig Királyegyháza.

### Megközelítése
Zsáktelepülés, közúton csak Szabadszentkirály északi része felől érhető el, az 5802-es útból kiágazó 58 123-as számú mellékúton.
Vasútvonal nem érinti, a legközelebbi vasúti csatlakozási lehetőség a Budapest–Pécs-vasútvonal, a Murakeresztúr–Szentlőrinc-vasútvonal és a Szentlőrinc–Sellye-vasútvonal közös szakaszának Szentlőrinc vasútállomása. [A sellyei vonal Királyegyháza-Rigópuszta megállóhelye légvonalban ugyan jóval közelebb van a szentlőrinci állomásnál, de Gerde felől közúton nem érhető el.]

## Története
Az Árpád-kori falu nevét az oklevelek 1216-ban említették először Guerdei néven, Kán nemzetségbeli Gyula nádor poroszlója nevében, majd 1232-ben Guredeynek is írták nevét egy oklevélben.
Gerde a középkorban nem  a mai helyén állt, hanem az Acsóta és a Füzes-víz összefolyásánál és a Velemény nevű birtok része volt.
A falu az Árpád-korban köznemesek birtoka volt. A 13. század elején Nigol nemzetségbeli János fia Lőrinc volt itt birtokos. 1232-ben fent nevezett Lőrinc 8 M-ért eladta Füzes-melléki földjét Gerdei Jakabnak, s határát leíratták. A későbbi évszázadokban a Gerdeiek többször is szerepeltek a megyei közéletben, főleg birtokperek kapcsán.
A régi falu valószínűleg a török időkben elpusztult, majd a mai helyén települt újra.
A település egykori történetéről több érdekes adat is fennmaradt: Gerde határában, az Aga-rét nevű helyen a török hódoltság alatt törökök éltek. Itt a falu határában állt egykor Füzesd és Körös mára már elpusztult falu is. Körös területén monostor is állt. A mai határrészek máig fennmaradt történelmi értékű helynevei a következők is: Borotfa, Szentiváni mező, Török föld, Vaskapu és Bököny is.
1929-ben Gerde településhez csatolták Kisvarjas és Rugásd településrészeket is.

## Közélete

### Polgármesterei
- 1990–1994: Beke Béla (FKgP-MDF-KDNP)[4]
- 1994–1998: Fehér János (független)[5]
- 1998–2000: Fehér János (független)[6]
- 2000–2002: Rozmer Béla (független)[7][8]
- 2002–2006: Rozmer Béla (független)[9]
- 2006–2010: Rozmer Béla (független)[10]
- 2010–2014: Vargáné Papp Györgyi Katalin (független)[11]
- 2014–2019: Vargáné Papp Györgyi Katalin (független)[12]
- 2019–2024: Pánczél Mihály (független)[13]
- 2024– : Pánczél Mihály (független)[1]

A településen 2000. október 1-jén időközi polgármester-választást tartottak, az előző polgármester halála miatt.

## Népesség
A település népességének változása:
| Lakosok száma | 540  | 538  | 521  | 492  | 481  | 482  | 492  | 483  |
|               | 2013 | 2014 | 2015 | 2019 | 2021 | 2022 | 2023 | 2024 |

A 2011-es népszámlálás során a lakosok 86,9%-a magyarnak, 7,4% cigánynak, 0,2% horvátnak, 1,1% németnek mondta magát (12,6% nem nyilatkozott; a kettős identitások miatt a végösszeg nagyobb lehet 100%-nál). A vallási megoszlás a következő volt: római katolikus 63%, református 2,4%, izraelita 0,6%, evangélikus 0,4%, felekezeten kívüli 15,5% (18,1% nem nyilatkozott).
2022-ben a lakosság 82,4%-a vallotta magát magyarnak, 17,8% cigánynak, 0,6% németnek, 0,4% románnak, 0,2% horvátnak, 0,8% egyéb, nem hazai nemzetiségűnek (16,8% nem nyilatkozott; a kettős identitások miatt a végösszeg nagyobb lehet 100%-nál). Vallásuk szerint 39,4% volt római katolikus, 1,9% református, 0,4% evangélikus, 0,2% egyéb keresztény, 0,2% egyéb katolikus, 20,7% felekezeten kívüli (36,3% nem válaszolt).

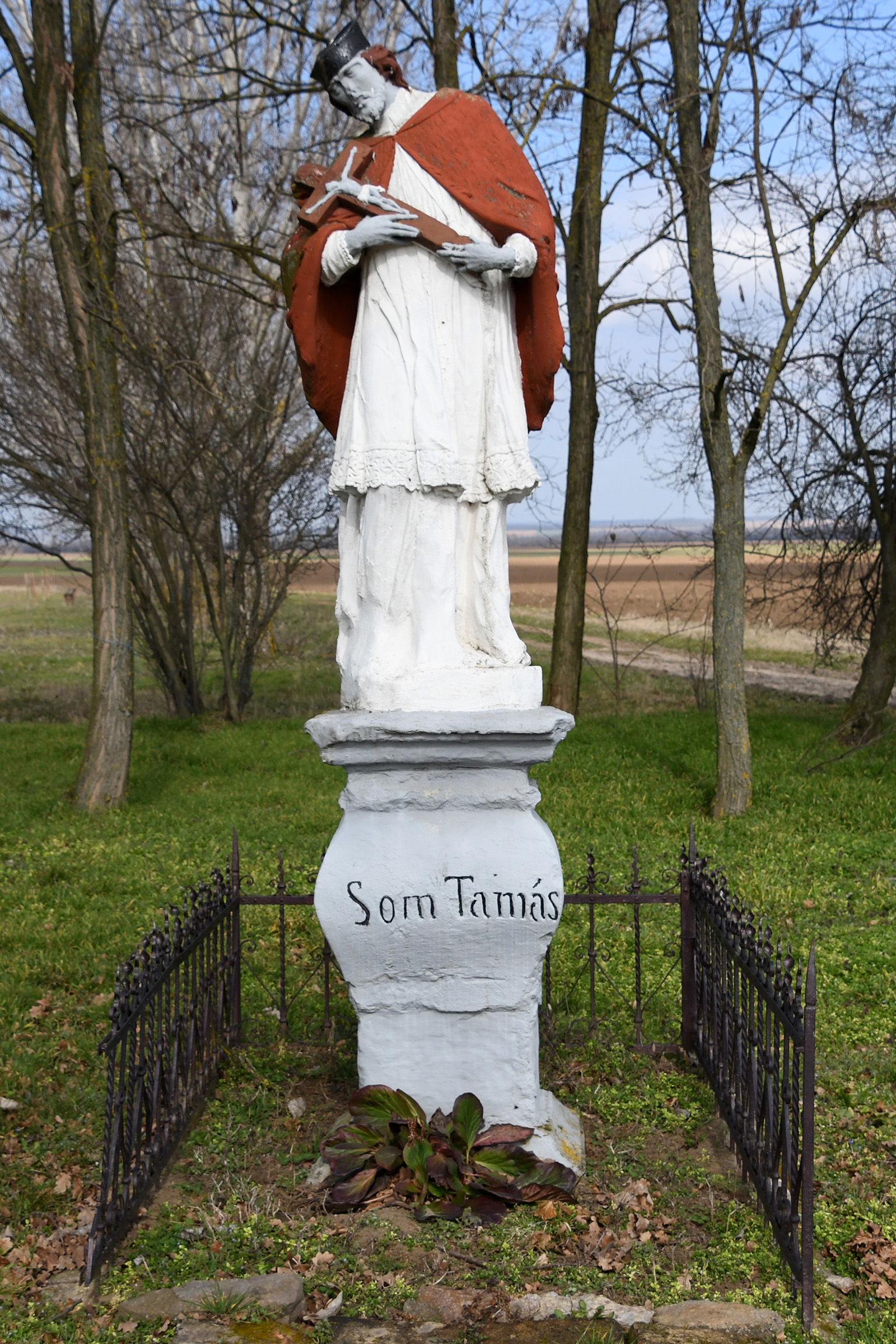
Nepomuki Szent János-szobor

## Nevezetességei
- Harangláb
- Gerdei dinnye

## Híres szülöttei
- Hernáth Péter (1539 k. – 1567) az első magyar származású jezsuita, a nagyszombati jezsuita kollégium rektora.[17]